# 劉琛 (弘治進士)
劉琛（1467年—？年），字廷獻，陝西西安前衛軍籍，延安府宜川縣人，治《易經》，明朝政治人物。

## 生平
弘治八年（1495年）乙卯陝西鄉試第六十三名舉人。弘治十五年（1502年）中式壬戌科三甲第十四名進士。

## 家族
曾祖劉景先；祖父劉源；父劉俊。前母趙氏；吳氏；繼母周氏。